# Soul Sold Separately
Soul Sold Separately (reso graficamente come $oul $old $eparately) è il quinto album in studio del rapper statunitense Freddie Gibbs, pubblicato nel 2022.

## Tracce
1. Couldn't Be Done (with Kelly Price) – 2:31
2. Blackest in the Room – 2:47
3. Pain & Strife (with Offset) – 1:57
4. Zipper Bagz – 2:54
5. Too Much (with Moneybagg Yo) – 3:08
6. Lobster Omelette (with Rick Ross) – 3:04
7. Space Rabbit – 2:58
8. Feel No Pain (with Anderson .Paak and Raekwon) – 3:17
9. Rabbit Vision – 3:13
10. PYS (with DJ Paul) – 2:48
11. Dark Hearted – 3:25
12. Gold Rings (with Pusha T) – 3:42
13. Grandma's Stove (with Musiq Soulchild) – 4:11
14. CIA – 2:56
15. Decoded (with Scarface) – 3:14

- Bonus Edition - Tracce Bonus

1. Big Boss Rabbit – 2:58
2. 4 Thangs (with Big Sean & Hit-Boy) – 1:44
3. Gang Signs (with Schoolboy Q) – 2:46
4. Ice Cream (with Rick Ross) – 2:03
5. Black Illuminati (with Jadakiss) – 3:49